# Grand Prix German Open 1975
Grand Prix German Open 1975 — чоловічий і жіночий тенісний турнір, що проходив на відкритих кортах з ґрунтовим покриттям. Належав до Commercial Union Assurance Grand Prix 1975. Відбувся в Am Rothenbaum у Гамбургу (Західна Німеччина). Відбувсь ушістдесятсьоме і тривав з 19 до 25 травня 1975 року. Мануель Орантес здобула титул в одиночному розряді.

## Фінальна частина

### Одиночний розряд, чоловіки
Мануель Орантес —  Ян Кодеш 3–6, 6–2, 6–2, 4–6, 6–1

### Одиночний розряд, жінки
Рената Томанова —  Савамацу Кадзуко 7–6, 5–7, 10–8

### Парний розряд, чоловіки
Хуан Хісберт /  Мануель Орантес —  Войцех Фібак /  Ян Кодеш 6–3, 7–6